# Visible Light Communications
Visible Light Communications (VLC) ist eine Datenübertragungstechnologie. Dabei werden Daten oder Informationen mit Hilfe des Übertragungsmediums Licht übertragen. Die Frequenz des zur Übertragung genutzten Lichtes befindet sich dabei im sichtbaren Bereich zwischen 400 THz (750 nm; 1 THz = 1000 GHz) und 800 THz (375 nm).

## Technik
Zur Erzeugung des benötigten Lichtes werden Leuchtstofflampen oder LEDs verwendet. Wenn Leuchtstofflampen Verwendung finden, können Übertragungsraten bis zu 10 Kbit/s erreicht werden. Beim Einsatz von LEDs können aktuell bis zu 224 Gbit/s erreicht werden. Auf der Empfängerseite wandelt ein Photodetektor die Lichtsignale wieder in Stromimpulse um.

## Geschichte
Die ersten VLC-Geräte wurden im Jahre 2003 in den Nakagawa Laboratorien der Keiō-Universität in Japan entwickelt.
Im Januar 2010 gelang es einem Forscherteam der Firma Siemens und des Fraunhofer Heinrich-Hertz-Instituts in Berlin, über weiße LEDs Daten mit bis zu 500 MBit/s über eine Strecke von 5 Metern zu übertragen. Eine Standardisierung erfolgt in IEEE 802.15.7.
Im Jahr 2015 hat Philips Lighting VLC zur Marktreife entwickelt und auf Basis der Technologie ein Indoor Positioning System (IPS) entwickelt, das neben Richtungsangaben auch Notification und Analytics umfasst. Philips nutzt dafür eine Kombination aus Visible Light Communications Technologie, Bluetooth und den Inertialsensoren von Smartphones. Die Technologie ist in verschiedenen Supermärkten in Frankreich und Deutschland im Einsatz.

### Li-Fi Konsortium
2011 prägte der deutsche Forscher Harald Haas auf einem Vortrag auf der kalifornischen TED-Konferenz (Technology, Entertainment, Design) in Anlehnung an Wi-Fi den Begriff Li-Fi für die neueste VLC-Generation, später im Jahr bildete sich das "Li-Fi Konsortium", unter anderem mit dem Fraunhofer-Institut für Photonische Mikrosysteme, das einen gleichnamigen Standard weltweit promoten und zur Marktreife führen will.